# NGC 3882
NGC 3882 est une galaxie spirale barrée située dans la constellation du Centaure. NGC 3882 a été découverte par l'astronome britannique John Herschel en 1834.

## Caractéristiques
La classe de luminosité de NGC 3882 est II-III et elle présente une large raie HI.

### Distance
Sa vitesse par rapport au fond diffus cosmologique est de 2 070 ± 18 km/s, ce qui correspond à une distance de Hubble de 30,53 ± 2,15 Mpc (∼99,6 millions d'al).
À ce jour, quatre mesures non basées sur le décalage vers le rouge (redshift) donnent une distance de 19,000 ± 2,815 Mpc (∼62 millions d'al), ce qui est  à l'extérieur des valeurs de la distance de Hubble. Puisque cette galaxie est relativement rapprochée du Groupe local, il est probable que cette valeur soit plus près de la distance réelle de NGC 3882. Notons que c'est avec la valeur moyenne des mesures indépendantes, lorsqu'elles existent, que la base de données NASA/IPAC calcule le diamètre d'une galaxie.

### Luminosité dans l'infrarouge
La luminosité de la galaxie NGC 3882 dans l'infrarouge lointain (de 40 à 400 µm)  est égale à 2,09 × 1010 {\displaystyle L_{\odot }} (1010,32{\displaystyle L_{\odot }}) et sa luminosité totale dans l'infrarouge (de 8 à 1 000 µm) est de 2,95 × 1010 {\displaystyle L_{\odot }} (1010,47{\displaystyle L_{\odot }}).